# Sekarwangi (Rawamerta)
Sekarwangi is een bestuurslaag in het regentschap Karawang van de provincie West-Java, Indonesië. Sekarwangi telt 2256 inwoners (volkstelling 2010).